# Rīgas satiksme
«Rīgas satiksme» (с латыш. — «Рижское движение транспорта») — общество с ограниченной ответственностью Рижского самоуправления. Компания осуществляет пассажирские перевозки по Риге и её ближайшим окрестностям на автобусах, троллейбусах и трамваях, а также обслуживает платные автостоянки в центре Риги. На начало 2022 года «Rīgas satiksme» обеспечивало автобусное сообщение (403 автобуса, 54 маршрута), троллейбусное сообщение (278 троллейбуса, 18 маршрутов), трамвайное сообщение (185 вагонов, 8 маршрутов), а также управляло 6419 парковочными местами.

## История
В 1992 году государственное предприятие «Rīgas Autobusu parks» было реорганизовано, в результате чего для перевозки пассажиров в городе Риге были созданы два муниципальных предприятия — автобусные парки «Imanta» и «Tālava». Автобусный парк «Иманта» осуществлял перевозки преимущественно по левому берегу Даугавы, а «Талава» — по правому. Техническое состояние автобусов обеих компаний было плохим, но компании получили значительный импульс, получив в дар подержанные автобусы из Швеции, Дании, Германии и Нидерландов. В 1993 году компании стали интересоваться кредитными возможностями Всемирного банка для приобретения новых автобусов и начала строительства и реконструкции центров технического обслуживания. В 1997 году было подписано соглашение о кредите Всемирного банка, и уже в ноябре были получены первые 52 автобуса Mercedes-Benz. В 2001 году Рижское самоуправление начало программу обновления автобусов, планируя закупить 355 автобусов.
Единое предприятие «Rīgas satiksme» было основано 20 февраля 2003 года в соответствии с решением Рижской думы, объединив муниципальные предприятия — автобусные парки «Imanta» и «Tālava». Слияние было хорошо воспринято, поскольку оно обеспечило положительный денежный поток и сбалансированный платежный баланс за приобретенные автобусы. Первоначально компания занималась только обеспечением автобусного движения в Риге и ее ближайших окрестностях. 1 января 2005 года SIA «Rīgas satiksme» объединилось с SIA «Tramvaju un trolejbusu pārvalde», SIA «Rīgas autostāviettas» и SIA «Rīgas domes autobāze», создав таким образом крупнейшее предприятие Рижского самоуправления.
С 1 мая 2009 года в общественном транспорте Риги стали доступны электронные платежи. Платёжная карта Рижского общественного транспорта называется электронным билетом или е-талоном.
С 1 января 2012 года компания «Rīgas satiksme» осуществляло пассажирские перевозки на микроавтобусах. В конце 2013 года было основано отдельное предприятие «Rīgas mikroautobusu satiksme», занимавшееся пассажирскими перевозками на микроавтобусах. 9 сентября 2022 года компания «Rīgas mikroautobusu satiksme» объявила о своей неплатежеспособности и прекращении предоставления услуг.

## Билеты
2 января 2023 года «Rīgas satiksme» ввело новую систему проездных.
Всего представлено 3 вида проездных:

#### Месячный билет
Месячный билет действителен месяц с момента регистрации первой поездки. Стоимость этого билета 30 евро, вместо прежних 50. Пассажиры, которым предоставлены льготы от Рижской думы (студенты, педагоги и др.), могут получить скидку 50 % (месячный билет обойдётся в 15 евро). Месячный билет можно купить в мобильном приложении, загрузить на персонализированный синий е-талон либо на карту рижанина.

#### Дневной билет
Дневные билеты представлены в 3 видах: 1-дневный, 3-дневный и 5-дневный билеты, стоимость которых 5, 8 и 10 евро соответственно. Дневной билет также можно купить в мобильном приложении, или же загрузив его на обычный жёлтый е-талон.

#### Временной билет
Со 2 января 2023 года стоимость одного билета составляет 1,50 евро. Купить билет можно в мобильном приложении, на обычном жёлтом е-талоне, на персонализированный синий е-талон либо на карту рижанина. Билет позволяет неограниченно пользоваться всеми видами общественного транспорта в течение 90 минут.

## Автобусы
После создания компании подвижной состав постепенно обновлялся, заменяя старые автобусы марки Ikarus на новые модели мидибусов Ikarus, а также на новые автобусы марки Solaris, автобусы Mercedes-Benz Citaro и Mercedes-Benz O345. До 1 апреля 2009 года в большинстве автобусов были и кондукторы, однако из-за их нехватки на некоторых автобусных маршрутах обязанности кондукторов выполняли водители автобусов. С 1 апреля 2009 года в автобусах также введены электронные билеты.
В 2013 г. заключен контракт на закупку 175 автобусов Solaris Urbino (в том числе 115 сочленённых) с поставкой в течение следующих 5 лет на сумму 75,8 млн евро. В сентябре 2019 г. было заложено 15 новых автобусов Solaris Urbino IV.

#### Автобусные парки
- 6-й автобусный парк (бывший «Иманта»)
- 7-й автобусный парк (бывший «Талава»)

## Троллейбусы
Троллейбусы были включены в компанию «Rīgas satiksme» в начале 2005 года, когда к компании было присоединено SIA «Tramvaju un trolejbusu pārvalde». В подвижном составе использовались как старые, так и новые модели троллейбусов Škoda, один троллейбус МАЗ, 11 белорусских троллейбусов АКСМ-333, один троллейбус АКСМ-321, а также новые троллейбусы Solaris Trollino 18. Как и трамваи, троллейбусы изначально комплектовались кондукторами, но с 1 марта 2008 года были введены компостеры, а с 1 апреля 2009 года их заменил электронный билет.
Позднее было закуплено 150 новых троллейбусов Škoda 24Tr Irisbus. Большинство из них оснащены дизель-генератором, что позволяет проходить часть маршрута без использования контактной сети.
В 2013 году был подписан контракт на покупку 125 троллейбусов Škoda 27Tr Solaris с поставкой до 2020 года на сумму 131,8 млн евро.

#### Троллейбусные парки
- 1-й троллейбусный парк
- 2-й троллейбусный парк

## Трамваи
Как и троллейбусы, трамваи были включены в компанию в начале 2005 года. Основу парка составляли трамваи Tatra T3 чешского производства (рижская модификация Tatra T3A), а также небольшое количество трамваев Tatra T6B5 (известных в Риге как Tatra T3MR после ремонта).
В 2010 году Rīgas satiksme планировала заменить старые трамваи на 20 новых трамваев Škoda 15T Riga (ForCity). От обычных трамваев Škoda 15T они отличаются другим передом, окраской и другим расстоянием между колесами. 29 марта 2010 г. был получен первый новый трамвай, а с 1 июня 2010 г. на 6-м трамвайном маршруте начал курсировать первый низкопольный трамвай Škoda 15T[19]. Остальные 19 трамваев были поставлены к концу 2011 года. В 2012 году Рига получила еще 6 низкопольных трамваев с 4 секциями, все они были доставлены в конце того же года. С 7 февраля 2013 года низкопольные трамваи курсируют и по 11-му маршруту. В апреле 2017 года, после необходимой реконструкции инфраструктуры, использование низкопольных трамваев стало возможным и в направлении Иманты. С 5 июня 2017 года низкопольные трамваи курсируют по обновленному трамвайному маршруту 1 (сочетание маршрутов 4 и 6).
Вначале в трамваях работали и кондукторы, но с 1 марта 2007 года их заменили компостеры, которые с 1 апреля 2009 года сменила система электронного билета. В новых трамваях установлены автоматы по продаже билетов.

#### Трамвайные депо
- 3-е трамвайное депо
- 4-е трамвайное депо (Было закрыто в 2010 году)
- 5-е трамвайное депо

## Аварии и инциденты
Список аварий с участием транспортных средств «Rīgas satiksme».
2010
- 25 апреля 2010 г. — авария автобуса № 23 в Баложи на остановке «улица Межа». Водитель автобуса находился в состоянии алкогольного опьянения. В результате аварии 4 человека ранены и 3 погибли.

2012
- 12 ноября 2012 г. — водитель автобуса 40-го маршрута в Югле, ул. Квелес, преждевременно закрыл дверь, в результате чего она зажала человека и потащила его по земле. Раненая женщина скончалась от полученных травм в больнице.

2014
- 26 мая 2014 г. — водитель троллейбуса 18-го маршрута сбил мать с ребёнком на пешеходном переходе на улице Чака в Риге. Оба раненых позже скончались.
- 2 сентября 2014 г. — мусоровоз врезался в трамвай 7-го маршрута с бортовым номером 35119 на улице Маскавас. В аварии было много пострадавших, но обошлось без серьезных травм. Движение трамваев 3 и 7 было остановлено на длительное время, полиция возбудила уголовное дело.
- 17 декабря 2014 г. — на улице Клейсту в Риге автобус 36-го маршрута столкнулся с грузовиком, который выехал на встречную полосу. Пострадали 11 пассажиров автобуса, трое из них в тяжёлом состоянии. Водитель лесовоза скончался на месте аварии.

2016
- 1 мая 2016 г. — пешеход попал под маршрутный автобус «Rīgas satiksme» возле «Центрального рынка» на улице Гоголя (ныне улица Эмилии Беньямин) и скончался на месте. Улицу здесь можно перейти только через пешеходный туннель.
- 15 августа 2016 г. — троллейбус 17-го маршрута столкнулся с восемью автомобилями в центре Риги, на улице Бривибас, в аварии пострадал один человек. Изначально существовала версия, что авария произошла по техническим причинам, однако позже при анализе видеозаписи движения транспортного средства было выявлено, что авария произошла по вине водителя.
- 30 декабря 2016 г. — трамвай 10-го маршрута с бортовым номером 30841 сошёл с рельсов и врезался в такси на бульваре Узварас. Жертв не было. Из-за аварии движение трамваев 2, 4, 5 и 10 было остановлено на длительное время.

2017
- 11 июля 2017 г. — трамвай 1-го маршрута с бортовым номером 50661 столкнулся с большегрузным автомобилем на Каменном мосту и сошёл с рельсов. Пострадавших в аварии нет, но движение трамваев 2, 4, 5 и 10 было остановлено на длительное время.
- 29 июля 2017 г. — на пересечении улицы Бебру и бульвара Анниньмуйжас загорелась крыша и пантограф трамвая 1-го маршрута. Жертв не было. Из-за аварии на длительное время было нарушено движение трамвайных маршрутов 1 и 4.

2018
- 20 июля 2018 г. — трамвай 5-го маршрута столкнулся с грузовиком на пересечении улицы Дамбья и Ганибу дамбис. В результате удара трамвай сошёл с рельсов и упал на бок. Пострадавших в аварии нет, но движение трамваев 5 и 9 было остановлено на долгое время.
- 19 октября 2018 г. — автобус Rīgas satiksme смертельно наехал на пешехода на улице Абренес в Риге.

2019
- 23 февраля 2019 г. — в Риге произошло ДТП между легковым автомобилем и автобусом 3-го маршрута, на повороте на Волери. Несколько человек пострадало, двое погибли.
- 26 декабря 2019 г. — автобус Rīgas satiksme смертельно ранил пешехода на перекрёстке улиц Мелдру и Крейменю в Вецмилгрависе.

2020
- 24 января 2020 г. произошло ДТП между трамваем и легковым автомобилем, из-за чего было остановлено движение трамваев 1, 2, 5, 10 на пересечении улицы 13 Января и набережной 11 Ноября.
- 20 мая 2020 г. — около 17:25 на перекрёстке улиц Прушу и Булту в Кенгарагсе произошло столкновение троллейбуса 15-го маршрута с автомобилем Mercedes-Benz. В результате столкновения троллейбус съехал с дороги и врезался в стену панельного жилого дома, проломив её. Пострадали 7 человек, 6 госпитализированы. Установлено, что водитель «Mercedes-Benz» находился за рулём в состоянии алкогольного опьянения.
- 8 сентября 2020 г. — водитель автобуса Rīgas satiksme насмерть сбил пешехода на Юрмалас гатве и скрылся с места происшествия.

2021
- 12 февраля 2021 года в Катлакалнсе полностью сгорел автобус 26-го маршрута, пострадавших в происшествии нет. Пожарной службе поступил вызов на место происшествия в 20:43, в 22:59 пожар был потушен. Возможной причиной пожара могло стать короткое замыкание в электросистеме автобуса.

## Председатели правления
- Леон Бемхен, 1993 г. (в качестве директора автобусного парка «Талава») — 12 декабря 2018
- Анрис Матис (частное лицо), 13 декабря 2018 — 5 февраля 2019
- Эрнест Саулитис (и. о.), 5 февраля 2019 — 2 января 2020
- Джинета Иннуса, 2 января 2020 — настоящее время